# Park Narodowy Mawrowo

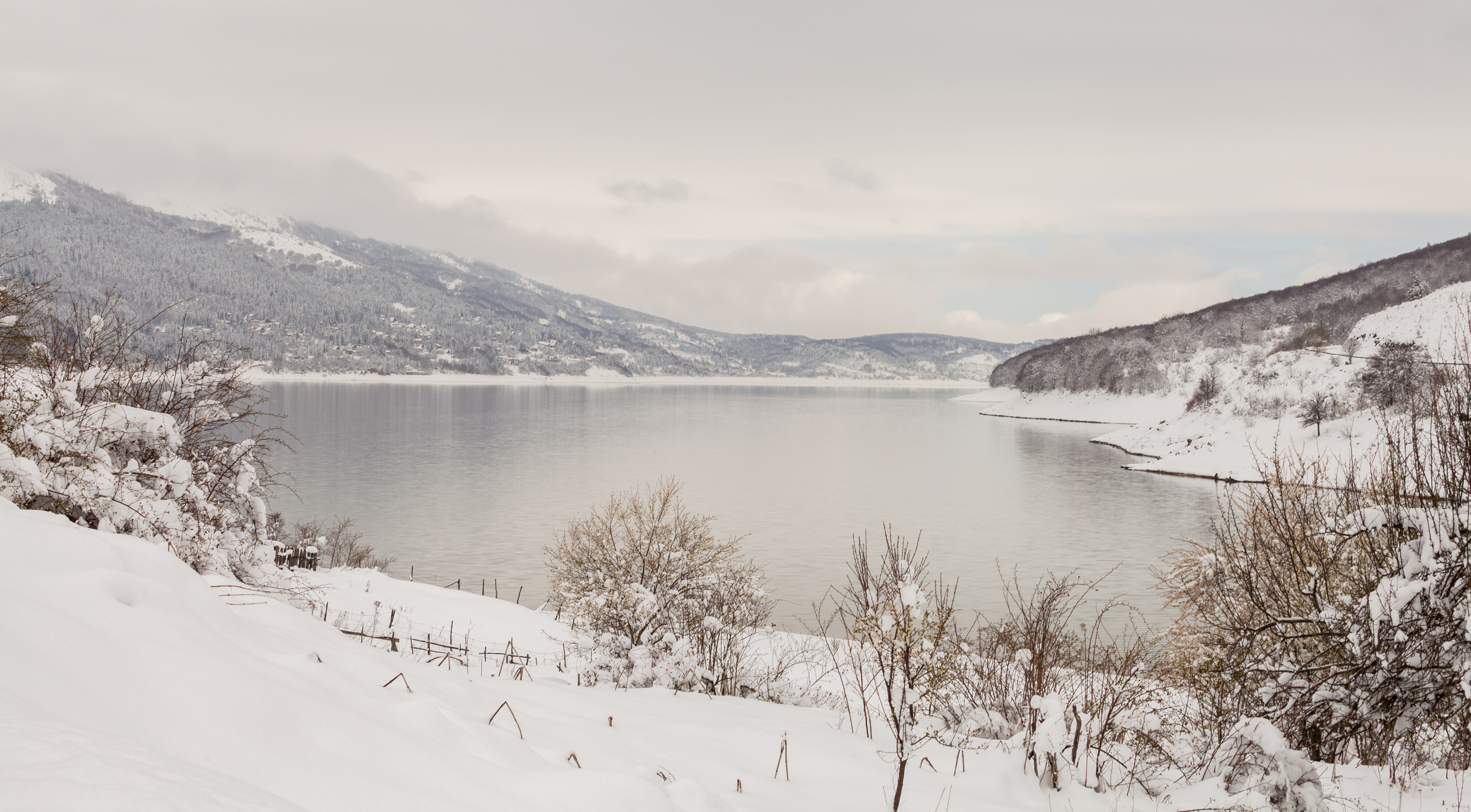
Sztuczny zbiornik Mawrowo zimą.

Park Narodowy Mawrowo (mac. Национален парк Маврово) – park narodowy leżący w południowo-zachodniej Macedonii Północnej niedaleko granicy z Albanią. Zajmuje on powierzchnię około 686 km². Obejmuje on pasma górskie Szar Płanina, Korab i Bistra.

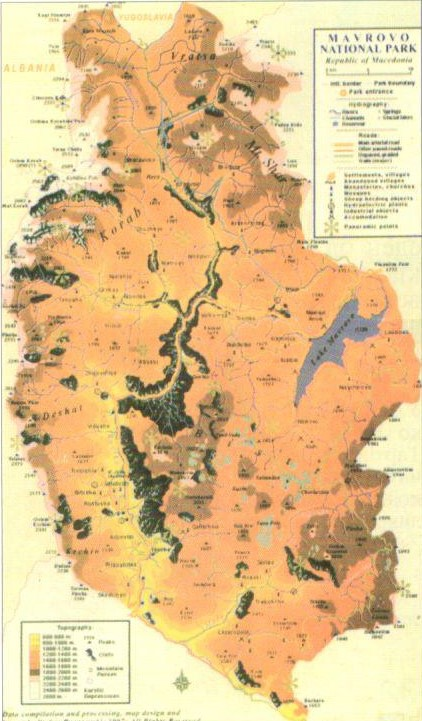
Mapa parku

Porastają go bukowe oraz jodłowe lasy, zamieszkane przez niedźwiedzie, rysie, lisy i jelenie. Na południu parku leży wąwóz rzeki Radiki. Spośród kilku wsi na terenie parku szczególnie bogatym folklorem chlubi się Galicznik, znany ze swych tradycyjnych kostiumów i ślubów zawieranych każdego roku w lipcu przez wiele par jednocześnie.
Jedną z atrakcji parku jest zatopiony wodami sztucznego zbiornika wodnego, cerkiew św. Mikołaja w Mawrowie.